# Mezőújlak
Mezőújlak (románul Delureni) település Romániában, Beszterce-Naszód megyében.

## Fekvése
Besztercétől délre, Szászrégentől mintegy 30 km-re északnyugatra fekszik.

## Története
1329-ben Wylok néven említik először. 1332-ben plébániatemploma van. A középkori templom a 20. század elejéig fennmaradt, gótikus stílusban épült. A reformációt követően a falu lakossága felvette a református vallást és a templomot is átalakították ennek megfelelően. A 20. század elején már romként állott, így 1929-ben lebontották.
A 17. század folyamán a magyar lakosság megfogyatkozott, így románok költöztek a faluba.
A trianoni békeszerződésig Kolozs vármegye Mezőörményesi járásához tartozott.

## Lakossága
1910-ben 1051 lakosa volt, ebből 926 román, 88 magyar, 31 cigány és 6 német.
2002-ben 273 lakosából 267 román, 6 magyar volt.